# Superhuman
Superhuman è un brano musicale di Chris Brown, estratto come secondo singolo dall'album Exclusive: The Forever Edition. La canzone figura la partecipazione della cantante Keri Hilson.
Il video musicale prodotto per il brano è stato filmato a Charlotte e diretto dal regista Erik White, che ha lavorato in questa occasione con Chris Brown per la settima volta.

## Tracce
US promotional CD single
1. Superhuman (featuring Keri Hilson)
2. Dreamer

## Classifiche
| Classifica (2008)                                 | Posizione più alta |
| ------------------------------------------------- | ------------------ |
| Australia                                         | 30                 |
| Irlanda                                           | 15                 |
| Nuova Zelanda                                     | 15                 |
| Regno Unito                                       | 32                 |
| U.S. Billboard Bubbling Under Hot 100             | 9                  |
| U.S. Billboard Bubbling Under R&B/Hip-Hop Singles | 20                 |
| U.S. Billboard Pop 100                            | 74                 |